# Ackerlauch
Der Ackerlauch (Allium ampeloprasum), auch Ackerknoblauch oder Sommerknoblauch genannt, ist eine Pflanzenart aus der Gattung Lauch (Allium). Das natürliche Verbreitungsgebiet des Ackerlauchs erstreckt sich über Südeuropa, Nordafrika und den Nahen Osten. Weitere Vorkommen auf den britischen Inseln könnten ebenfalls zum natürlichen Verbreitungsgebiet gehören. Sie wird als Gewürz- und Heilpflanze verwendet. Zu dieser Art gehört auch die Perlzwiebel.

## Beschreibung
Der Ackerlauch wächst als kräftige, ausdauernde, krautige Pflanze mit Wuchshöhen von bis zu 180 cm. Am Grund weist die Pflanze eine geringe Knollenbildung auf, die bei der Zuchtform des Riesenknoblauchs stark vergrößert ist. Die zweizeilig angeordneten Laubblätter haben einen V-förmigen Querschnitt, werden bis zu 50 cm lang und ihre Blattscheiden formen einen Pseudostamm um den eigentlichen Stängel.
Die Blütezeit liegt im Juni bis August. Der kugelförmige, doldige Blütenstand weist einen Durchmesser von 4 bis 12 cm auf und trägt meist mehrere hundert Blüten. Es gibt Formen, die Brutzwiebelchen in den Blütenständen bilden, dann sind weniger Blüten vorhanden. Es ist ein großes Hochblatt vorhanden. Die zwittrige, radiärsymmetrische, dreizählige Blüte ist 4 bis 5,5 mm groß. Die zwei mal drei verschieden gestaltigen, aufrechten Blütenhüllblätter sind dunkelrot, purpurn oder weiß. Die drei äußeren und drei inneren Staubblätter sind verschieden gestaltet. Die Staubbeutel sind violett oder gelb. Die Narbe ist kopfig.
Es werden eiförmige Kapselfrüchte gebildet, die einen Durchmesser von 2 bis 4 mm aufweisen. Die schwarzen Samen sind verkehrt eiförmig.
Die Chromosomenzahl beträgt 2n = 32, seltener 16, 24, 40, 48, 56 oder 64.

## Verwendung

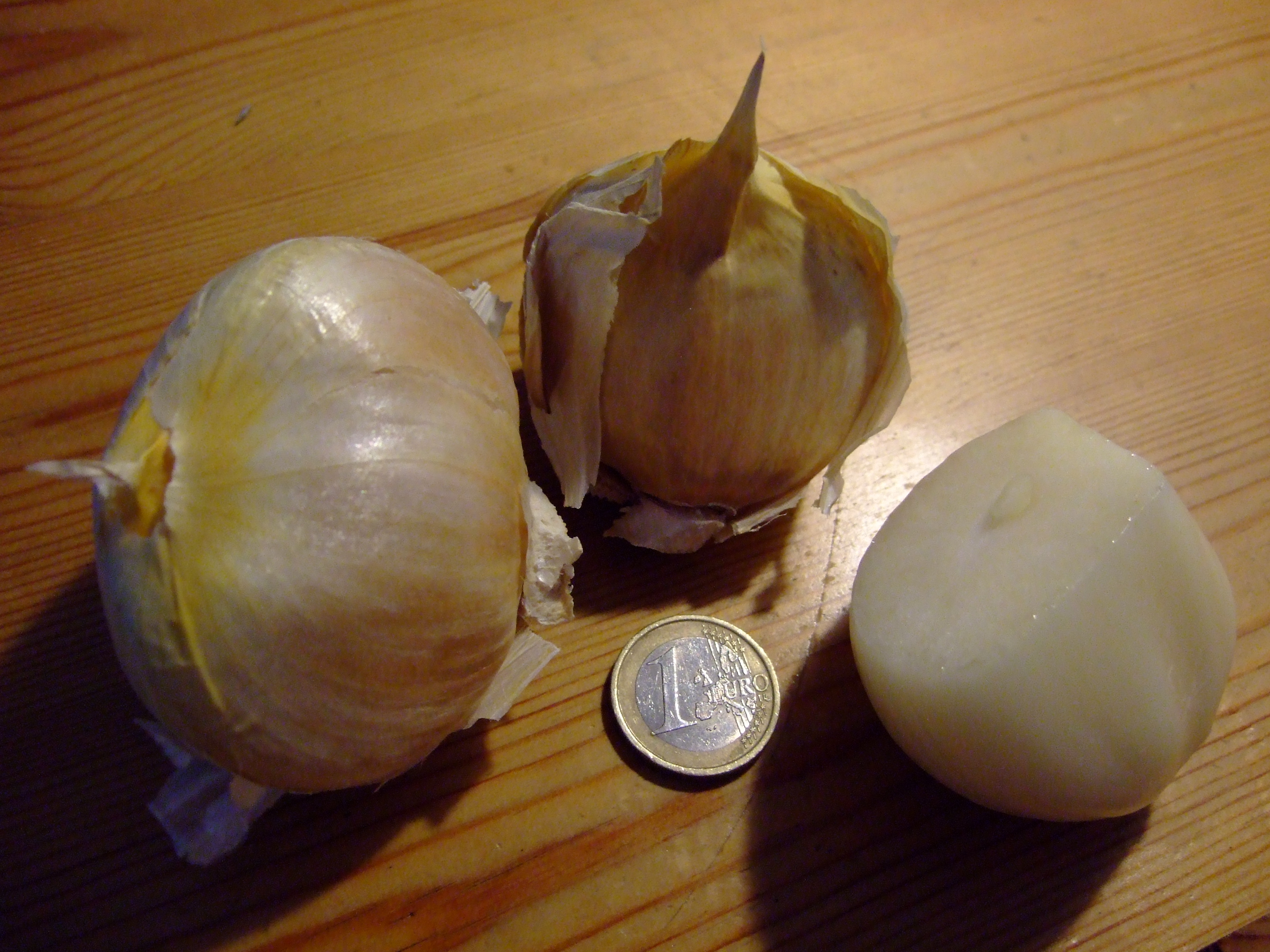
Zehen des Elefantenknoblauchs

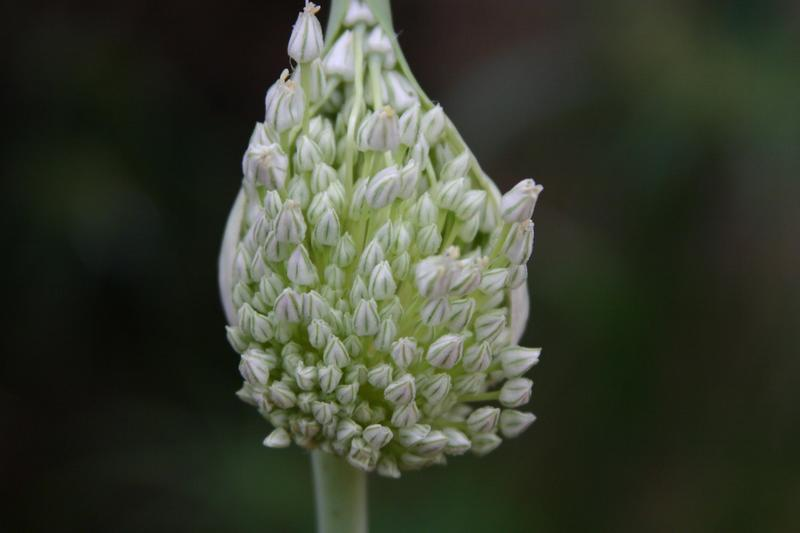
Blütenstand des Elefantenknoblauchs

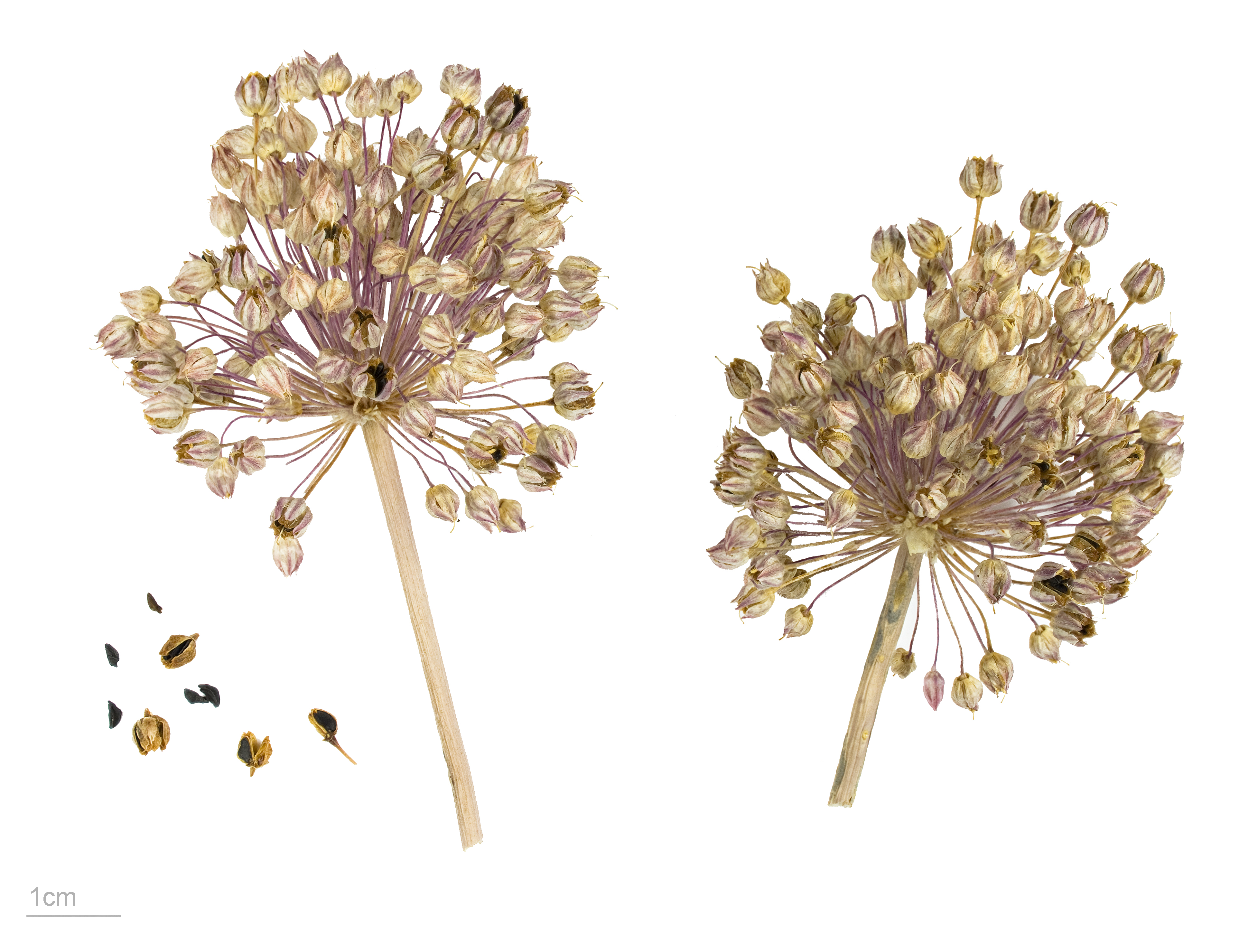
Allium ampeloprasum

Wie andere Pflanzen der Gattung Lauch (Allium) kann der Ackerlauch aufgrund seiner Inhaltsstoffe als Gewürz- oder Heilpflanze genutzt werden, wobei ihm desinfizierende und verdauungsfördernde Wirkung zugeschrieben wird. Dabei ist der Geschmack bzw. die Reizwirkung beim Ackerlauch milder als bei Zwiebel und Knoblauch.
Zwiebeln und Blätter werden roh oder gegart gegessen, die Blüten können roh verzehrt werden.
Medizinisch wird diese Art wie Knoblauch eingesetzt. Der Pflanzensaft soll Insekten und Mäuse vertreiben.

## Systematik
Synonyme für Allium ampeloprasum L. nom. cons. sind: Allium porrum L., Allium kurrat Schweinf., Allium porrum L. subsp. eu-ampeloprasum Breistr., Allium scorodoprasum subsp. babingtonii (Borrer) Nyman.

### Unterarten und Varietäten
- Allium ampeloprasum subsp. ampeloprasum var. babingtonii (Borrer) Syme
- Allium ampeloprasum subsp. ampeloprasum var. bulbiferum Syme
- Allium ampeloprasum subsp. ampeloprasum var. holmense Asch. & Graebn.[1]

Der Ackerlauch gilt als die Urform folgender Nutzpflanzen:
- Lauch oder Porree (Allium ampeloprasum Lauch-Gruppe, Syn. Allium porrum L., Allium ampeloprasum subsp. ampeloprasum var. porrum (L.) J.Gay) wird als Gemüse, Gewürz oder Salat verwendet.
- Perlzwiebeln (Allium ampeloprasum Perlzwiebel-Gruppe, Syn.: Allium porrum var. sectivum) werden vor allem in Konserven beigelegt
- Elefanten- oder Riesenknoblauch (A. ampeloprasum Riesenknoblauch-Gruppe), mit bis zu 60 g schweren Zehen, wird als Knoblauchersatz verwendet, hat allerdings einen deutlich milderen Geschmack.
- Kurrat oder Ägyptischer Lauch (Allium ampeloprasum Kurrat-Gruppe, Syn.: Allium kurrat Schweinf. ex K.Krause, Allium ampeloprasum var. kurrat, Allium porrum var. aegyptiacum Schweinf.) wird als Gemüse oder Salat gegessen.

## Botanische Geschichte
Margaret Mezzabotta nimmt an, dass der Ackerlauch den Römern unter dem Namen Ulpicum bekannt war. Er diente als Nahrungsmittel und zu medizinischen Zwecken.
Der Ackerlauch wurde von Linné 1753 unter dem Namen Allium ampeloprasum beschrieben, gleichzeitig nannte er den Lauch Allium porrum. Jean-Baptiste de Lamarck führte 1779 beide Arten unter dem Namen Allium porrum zusammen, so dass dieser Name auch für den Ackerlauch gültig war. In den folgenden Jahren wurde eine Vielzahl von Unterarten und Varietäten beschrieben, die Datenbank der Kew Gardens listet derer 40. Diese gehen sämtlich auf kultivierte Pflanzen zurück, die eine große Formenvielfalt zeigen. Weil der Name Allium ampeloprasum weiter häufig in Gebrauch blieb, wurde er von Hanelt 1996 als „nomen conservandum“ vorgeschlagen, also als gültig, obwohl Lamarck Allium porrum als Bezeichnung gewählt hatte. In der Literatur finden sich beide Namen.